# Prudencia Ayala

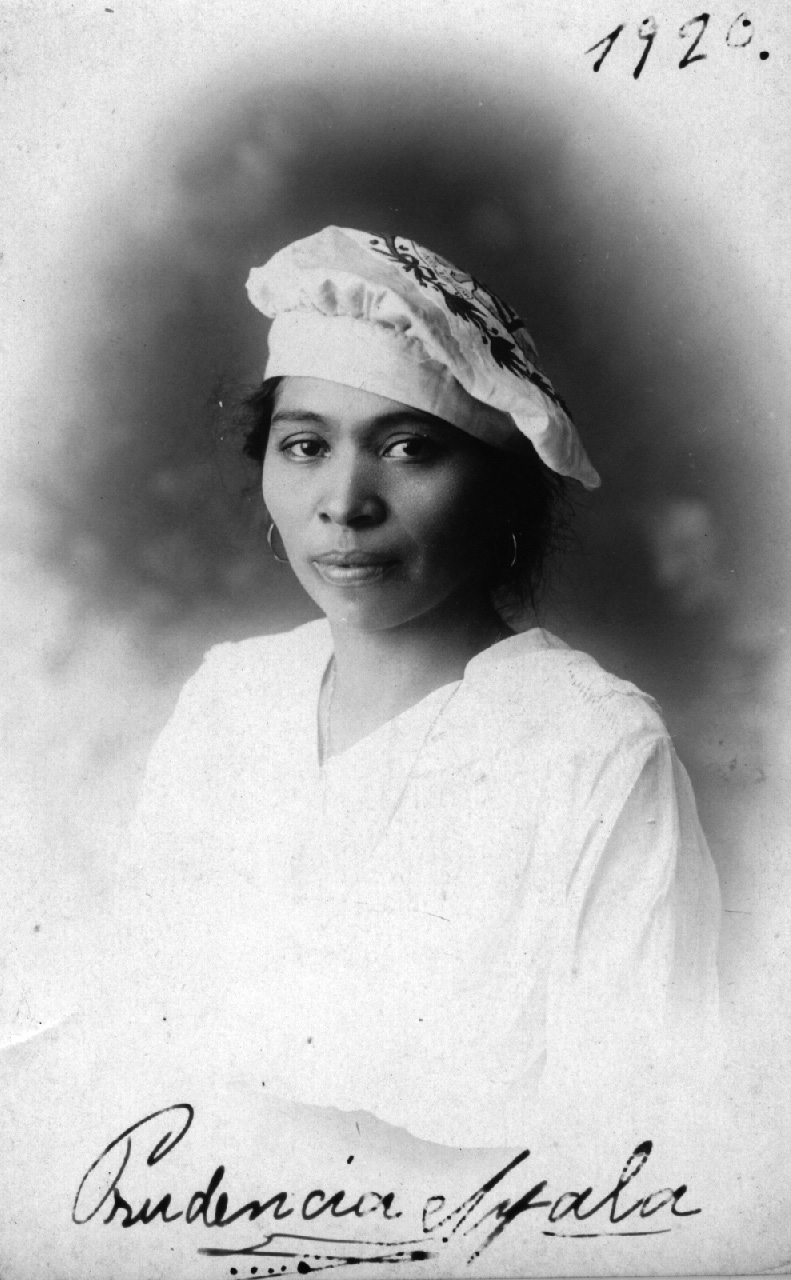
Ảnh năm 1920

Prudencia Ayala (Sonzacate, ngày 28 tháng 4 năm 1885 - San Salvador, ngày 11 tháng 7 năm 1936), nhà văn và nhà hoạt động xã hội người Salvador đã đấu tranh cho quyền của phụ nữ ở El Salvador.

## Gia đình
Bà xuất thân từ một gia đình bản địa, cha mẹ bà là Aurelia Ayala và Vicente Chief. Khi bà mười tuổi, gia đình bà chuyển đến thành phố Santa Ana, nơi bà bắt đầu học tiểu học tại trường tiểu học của María Luisa de Cristofine. bà chưa bao giờ hoàn thành việc học của mình do thiếu nguồn lực kinh tế trong gia đình, đang phát triển đội hình tự động.
Bà học may và làm thợ may cùng với các hoạt động trong tương lai. Bà đảm bảo mình có khả năng dự đoán tương lai thông qua những tin nhắn mà bà nhận được từ "những giọng nói bí ẩn". Điều này cho phép bà có được một số mối liên quan giữa những người họ hàng gần gũi của mình, khiến bà có được danh tiếng và sự công nhận mặc dù sự thật không thể đoán trước của cô. Tuyên bố này cũng gây ra sự chỉ trích và chế giễu từ một số nhóm xã hội.
Dự đoán của bà đã được công bố trên các tờ báo của Santa Ana, nơi bà được gọi là "la sibila santaneca". Năm 1914, bà dự đoán sự sụp đổ của Kaiser của Đức và sự can dự của Hoa Kỳ vào cuộc chiến. Từ đó trở đi, tên của bà sẽ có liên quan vì cách tiếp cận nữ quyền và tính cách bí truyền của cô.

## Sự tham gia của xã hội
Bắt đầu từ năm 1913, bà bắt đầu xuất bản các bài báo về Nhật ký phương Tây, định kỳ khi bà đi du lịch vùng phía tây El Salvador, nơi bà biểu lộ ủng hộ chủ nghĩa chống đế quốc, nữ quyền và liên minh Trung Mỹ, cũng như sự từ chối của bà về cuộc xâm lược của Hoa Kỳ tại Nicaragua. Ngoài ra bà ấy đã xuất bản những bài thơ trên nhiều tờ báo của El Salvador.
Năm 1919, bà bị tống vào tù vì những lời chỉ trích ở một trong những chuyên mục của mình, thị trưởng Atiquizaya và cũng ở Guatemala, bà bị tống giam nhiều tháng vì những cáo buộc hợp tác với kế hoạch đảo chính nhà nước. Năm 1921, bà xuất bản cuốn sách Esc khủng. Cuộc phiêu lưu của một chuyến đi đến Guatemala, trong đó bà thuật lại chuyến đi tới Guatemala trong những tháng cuối cùng dưới chế độ độc tài của Manuel Estrada Cabrera. Ngoài ra, bà còn xuất bản những cuốn sách Bất tử, Amores de Loca (1925) y Fumada Mota (1928). Trong trận chung kết những năm 1920, bà đã tài trợ và điều hành tờ báo Rendencion Femenina, nơi bà bày tỏ lập trường của mình về cuộc chiến vì quyền của phụ nữ.

## Tham gia chính trị
Năm 1930, bà dự định tranh cử với tư cách là ứng cử viên cho chức tổng thống của Cộng hòa, mặc dù luật pháp của Salvador không công nhận quyền bầu cử của phụ nữ. Nền tảng chính phủ của bà bao gồm sự hỗ trợ của các đoàn thể, sự trung thực và minh bạch của chính quyền công cộng, hạn chế phân phối và tiêu thụ rượu, tôn trọng tự do thờ cúng và công nhận "những đứa trẻ bất hợp pháp". Bà bắt đầu một cuộc tranh luận công khai về các lập luận pháp lý và chính trị ủng hộ và chống lại tham vọng của cô. Một trong những người ủng hộ ứng cử của bà là nhà triết học, giáo viên, nhà văn, và nghị sĩ Alberto Masferrer, người, trong tờ báo Patria, đã tuyên bố: 
 Prudencia Ayala bảo vệ một lý do chính đáng và cao quý, đó là quyền bầu cử của phụ nữ và giữ các vị trí cao. Chương trình chính phủ của bà không thua kém về sự biện minh, ý nghĩa thực tế và sự đơn giản, so với các ứng cử viên khác được thực hiện nghiêm túc.
 Cuối cùng, đơn của bà đã bị Tòa án tối cao bác bỏ, nhưng cuộc tranh luận theo ý định đề cử của bà đã châm ngòi cho phong trào nữ quyền cho phép phụ nữ được quyền xem xét lại vào năm 1939, và trong Hiến pháp năm 1950, theo sự chấp thuận của Tổng thống Oscar Osorio, nó đã được công nhận hợp pháp về quyền của phụ nữ ở El Salvador. 

## Qua đời và tri ân
Prudencia Ayala đã qua đời vào ngày 11 tháng 7 năm 1936, rời khỏi vũ đài chính trị, nhưng gần với quần chúng và các phong trào xã hội. Không có bằng chứng về sự tham gia của bà ấy vào cuộc nổi dậy của công nhân vào năm 1932, nhưng người ta tin rằng bà ấy đã hợp tác với các cuộc nổi dậy. Ở giữa San Salvador, gần Nhà thờ lớn Metropolitan, có một quảng trường nhỏ được đặt theo tên của Ayala. Trong trang web này có một tấm biển ghi:
Prudencia Ayala, người Salvador có dòng máu bản địa, tiền thân của cuộc đấu tranh vì quyền con người của phụ nữ.
Có nhiều tổ chức khác nhau tồn tại để tôn vinh tên tuổi của cô, chẳng hạn như "Concertación Women'sista Prudencia Ayala."
Vào tháng 3 năm 2009, để kỷ niệm Ngày Phụ nữ, và để tưởng nhớ Prudencia Ayala, vở kịch Prudencia en tiempose de brujería đã được dàn dựng.  